# Demofobia
Demofobia (z gr. dēmos „lud” i phóbos „strach, lęk”), ochlofobia (gr. óchlos „tłum”) – jedna z najczęstszych postaci fobii objawiająca się panicznym lękiem przed tłumem. Osoby cierpiące na demofobię, będąc wśród dużej grupy ludzi, odczuwają silny strach, objawiający się przyspieszonym biciem serca, drżeniem rąk czy nagłym uderzeniem ciepła. Fobia ta uniemożliwia często takim ludziom uczestnictwo w masowych imprezach, a niekiedy przejazd zatłoczonym tramwajem lub pociągiem.